# Винисијус Ланза
Винисијус Мореира Ланза (порт. Vinicius Moreira Lanza; Бело Оризонте, 22. март 1997) бразилски је пливач чија специјалност је пливање мешовитим и делфин стилом.

## Спортска каријера
Успешан деби на мешународној сцени Ланза је имао 2015. на светском јуниорском првенству у Сингапуру на којем је освојио и прву медаљу у каријери, сребро у трци на 100 метра делфин стилом. На Универзијади у Тајпеју 2017. завршио је на седмом мсту у финалу трке на 100 делфин. Први значајнији успех у сениорској каријери остварио је на Панпацифичком првенству у Токију 2018. освојивши бронзану медаљу у својој примарној трци на 100 делфин, те четврто место у финалу штафете 4×100 мешовито. У август 2018. на пливачком меморијалу Жозе Франкел у Бразилу поставио је нови јужноамерички рекорд у трци на 200 мешовито, испливавши ту деоницу за 1:52,16 минута.
Први наступ на светским првенствима имао је у корејском Квангџуу 2019. где је наступио у обе појединачне спринтерске трке делфин стилом — на 50 делфин је био 28. у квалификацијама, а на 100 делфин укупно 12. у полуфиналу. Пливао је и за штафету 4×100 мешовито која је финалну трку завршила на шестом месту, што је уједно била и квалификациона позиција за Олимпијске игре у Токију 2020. године.
Серију добрих резултата са светског првенства наставио је и на Панамеричким играма у Лими 2019. где је освојио три медаље — злато у микс штафети 4×100 мешовито, сребро на 4×100 мешовито и бронзу на 100 делфин.